# Harry Kane
Harry Edward Kane MBE (* 28. července 1993 Londýn) je anglický profesionální fotbalista, který hraje na pozici útočníka za německý klub FC Bayern Mnichov v německé nejvyšší ligové soutěži a za anglický národní tým. V Premier League se postupně etabloval jako jeden z elitních útočníků.
Poté co se stal nejlepším mladíkem sezóny 2014/15, opanoval ve dvou následujících sezónách listinu ligových střelců. Tento počin v sezóně 2020/21 zopakoval. V lednu 2018 se stal nejgólovějším fotbalistou Tottenhamu v Premier League. V únoru 2018 v této soutěži dosáhl na metu 100 gólů jako druhý nejrychlejší v historii soutěže. V únoru 2021 zase nejgólovějším fotbalistou v historii North London Derby, severolondýnského derby Tottenhamu s Arsenalem. V únoru 2023 se stal nejlepším střelcem Tottenhamu v klubových dějinách.
V březnu 2015 byl ve finále ligového poháru na straně poražených. V dubnu 2021 v témže poháru prohrál ve finále znovu. V červnu 2019 nastoupil do finále Ligy mistrů UEFA 2018/19, v němž Tottenham podlehl 0:2 Liverpoolu. Kane byl svým někdejším trenérem Mauriciem Pochettinem přirovnán k bývalému argentinskému kanonýrovi Gabrielu Batistutovi.
Od roku 2015 nastupuje za reprezentaci Anglie a postupem času se stal její oporou a kapitánem. Prvním velkým turnajem pro něj bylo Euro 2016. O dva roky později se objevil na Mistrovství světa v Rusku a se šesti góly se stal nejlepším střelcem turnaje, za což obdržel Zlatou kopačku. Anglie skončila bez medaile čtvrtá. Roku 2021 se účastnil Euro 2020, na kterém si zahrál finále, se spoluhráči však v domácím prostředí stadionu Wembley prohrál v penaltovém rozstřelu. Roku 2022 se zúčastnil Mistrovství světa v Kataru.

## Klubová kariéra

### Tottenham Hotspur
Kane hrál v mládežnických týmech klubu Tottenham Hotspur FC. V A-mužstvu se objevil na podzim 2010, ale už od ledna 2011 šel hostovat, postupně to bylo v anglických klubech Leyton Orient, Millwall, Norwich City a Leicester City.

#### Sezóna 2014/15
Osudovou byla pro Kanea sezóna 2014/15, kterou odstartoval na lavičce. V úvodním ligovém kole 16. srpna přivítal jeho a jeho spoluhráče West Ham. Kane byl poslán novým trenérem Mauriciem Pochettinem na trávník v 83. minutě na úkor útočníka Emmanuela Adebayora a o 10 minut později připravil vítězný gól Erica Diera zajišťující po výhře 1:0 tři body. Rovněž v srpnu pomohl zdolat Limassol v play-off Evropské ligy, proti kterému vstřelil v obou zápasech po jednom gólu. Kaneův střelecký účet nabyl na objemu 23. října ve skupinovém zápase proti Asterasu Tripolis. Před domácím publikem stadionu White Hart Lane zaznamenal při výhře 5:1 první soutěžní hattrick od začátku profesionální kariéry. V závěrečných minutách si po červené kartě a tedy vyloučení Huga Llorise vyzkoušel roli brankáře a byl to on, koho soupeř svým jediným gólem překonal.
Na půdě Aston Villy 2. listopadu začal Tottenham s útočným duem Roberto Soldado—Emmanuel Adebayor, jehož Kane zastoupil ve druhém poločase. Prvním (a dokonce vítězným) gólem v ligové sezóně pomohl vyhrát 2:1. 9. listopadu si poprvé v probíhající sezóně vysloužil jmenování do základní sestavy proti Stoke City, navzdory příležitosti skórovat hlavou ovšem nezabránil domácí porážce 1:2. V základní sestavě setrval i pro zápas na půdě Hull City a 23. listopadu vyrovnával na 1:1 při venkovní výhře 2:1. Během posledního měsíce v roce pokračoval ve střílení gólů a podpořil třízápasovou řadu výher – 14. prosince otevřel skóre na hřišti Swansea City (výhra 2:1), následně 20. prosince gólově vyrovnával před domácími diváky proti Burnley (další výhra 2:1) a 26. prosince opět otevřel skóre, a to proti Leicesteru (opětovná výhra 2:1).
Kane nastřílel v dresu Tottenhamu celkem 31 gólů ve všech soutěžích a stal se druhým nejlepším střelcem ligové sezóny. V té se počet jeho gólů zastavil na čísle 21 – tolik gólů vstřelili v minulosti za Tottenham Teddy Sheringham, Jürgen Klinsmann a Gareth Bale. S týmem se dostal do finále ligového poháru, kde se ale gólově neprosadil a Tottenham tak prohrál s Chelsea 0:2. Tentýž rok Harry Kane převzal cenu pro nejlepšího mladíka sezony Premier League (PFA Young Player of the Year).

#### Sezóna 2015/16
Navzdory zájmu Manchesteru United o jeho služby zůstal Kane v Londýně a v týmu Mauricia Pochettina získal v důsledku odchodu forvardů Adebayora a Soldada pozici v základu startujícího útočníka.
Při výhře 4:1 proti Manchesteru City 26. září ukončil takřka 750 minutové čekání na gól.
Následně pomohl svým hattrickem zdolat venku Bournemouth 5:1 v zápase ligy 25. října při výhře 5:1.
Proti Arsenalu venku otevřel skóre zápasu hraném 8. listopadu, soupeř ale zásluhou Kieran Gibbse vyrovnal na konečných 1:1.

#### Sezóna 2016/17

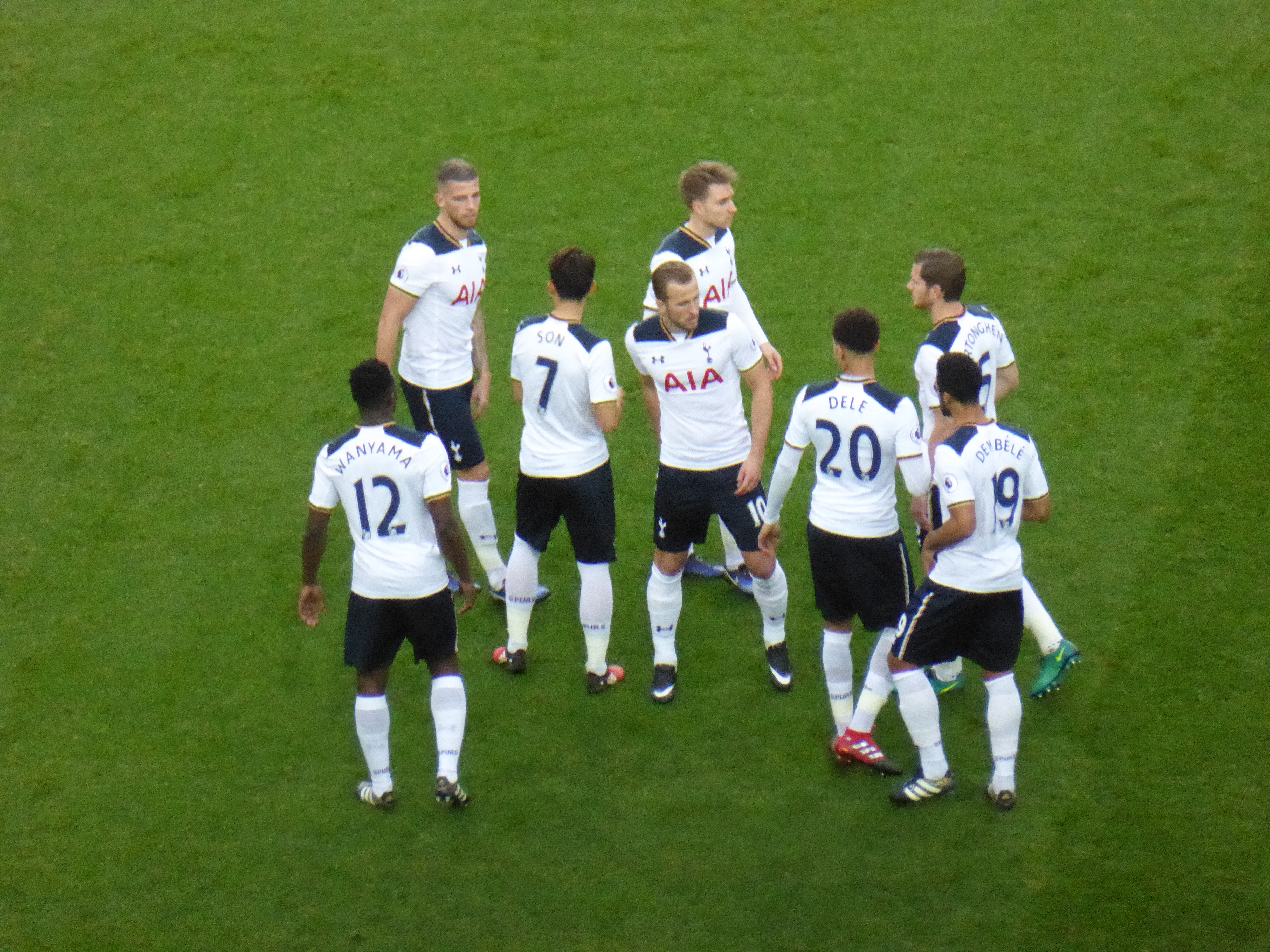
Kane mezi spoluhráči během duelu na půdě Manchesteru United (prosinec 2016)

Ve druhém kole ligové sezóny si vzhledem k absenci gólmana Huga Llorise poprvé vyzkoušel kapitánskou roli. Srpnový zápas Tottenham doma zvládl a vyhrál 1:0 nad Crystal Palace, přičemž Kane sám zaznamenal asistenci na gól Victora Wanyamy.
Ve čtvrtém kole pomohl jedním gólem vyhrát 4:0 na půdě Stoke City a ukončil své devítizápasové čekání na branku.
V průběhu září si poprvé v kariéře zahrál Ligy mistrů, ale Tottenham doma nestačil na Monako a ze skupiny nakonec nepostoupil.
Po zranění kotníku se 6. listopadu vrátil pro zápas 11. kola s Arsenalem, ve kterém proměněnou penaltou pomohl k remíze 1:1 venku, než byl po asi 70 minutách vystřídán.
Na půdě Monaka vsítil proměněnou penaltou svůj první gól v Lize mistrů, ale soupeř sebe vmžiku poslal do vedení 2:1, které monackému týmu již zůstalo. Tottenham byl po této prohře na konci listopadu ze soutěže vyřazen.
Když Kane nastoupil 1. ledna 2017 proti Watfordu, odehrál zároveň svůj 100. zápas v Premier League. Dvěma góly podpořil výhru 4:1.
Po narození dcery nastoupil 14. ledna do domácího zápasu proti WBA a stvrdil výhru 4:0 vlastním hattrickem. Tottenham tímto vyhrál šest ligových zápasů za sebou a vyrovnal vlastní klubový rekord.
V pátém kole Poháru FA na hřišti Fulhamu zaznamenal další hattrick a díky němu Spurs 19. února vyhráli 3:0.
Další hattrickový zápas odehrál 26. února v lize proti Stoke City, kdy tři góly vsítil již v prvním poločase a čtvrtý připravil Dele Allimu. Tentokrát Tottenham doma vyhrál 4:0,
na první Chelsea ovšem ztrácel již 10 bodů. Kane proti Stoke dosáhl hranice sta gólů v kariéře.
Později byl vyhlášen únorovým hráčem měsíce.
V polovině března nedohrál čtvrtfinále Poháru FA proti Millwallu, poranil si totiž kotník, jeho tým ale po domácí výhře 6:0 v soutěži pokračoval.
Při svém návratu na hřiště v polovině dubna se levačkou jednou prosadil proti Bournemouthu při výhře 3:0. Jednak vstřelil 20. gól probíhající ligové sezóny, a jednak napodobil trio Alan Shearer, Thierry Henry a Ruud van Nistelrooy, tedy jediné tři fotbalisty v dějinách Premier League, kteří dokázali vstřelit 20 gólů ve třech sezónách po sobě.
O pár dní později byl jedním ze čtyř hráčů Tottenhamu, kteří se objevili v ideální jedenáctce sezóny Premier League podle PFA.
Navíc se dvakrát objevil na šestičlenném seznamu jmen, ze kterých měl vzejít jednak Nejlepší hráč sezóny podle PFA, a jednak Nejlepší mladý hráč sezóny podle PFA.
V dubnovém londýnském derby s Chelsea hlavou vyrovnával na 1:1, ale Tottenham venku nakonec soupeři podlehl 2:4 a do finále Poháru FA tedy nepronikl.
Po sezóně obdržel Zlatou kopačku pro nejlepšího ligového střelce, když navzdory zraněním nastřílel 29 gólů ve 30 zápasech a nechal za sebou dalšího kandidáta na tuto cenu, útočníka Evertonu Romelua Lukakua. Střelecké ocenění z předchozí sezóny tímto obhájil.

#### Sezóna 2017/18
Kane se gólově neprosadil ani v jednom ze tří srpnových utkání odstartované nové sezóny v Premier League, to ale odčinil ve 4. kole dvěma góly proti Evertonu.
Tottenham i díky němu vyhrál venkovní utkání 3:0. Kane ovšem tímto dosáhl osobního úspěchu, šlo totiž o jeho 100. a později 101. gól za Spurs.
Vystačilo mu na to 169 odehraných soutěžních utkání.
Po dvou gólech vstřelil také v úvodním utkání v Lize mistrů proti Borussii Dortmund, německý soupeř si z Anglie odvezl prohru 1:3.
Povedené zářijové výkony pokračovaly ve druhém utkání v Lize mistrů na půdě kyperského APOELu. Vítězství Spurs 3:0 zařídil Kane prvním hattrickem v této prestižní evropské soutěži.
Na hřišti Burnley 23. prosince zaznamenal tři góly – tedy hattrick – a zařídil výhru Spurs 3:0. Vyrovnal tak rekord Alana Shearera v počtu gólů za kalendářní rok. Třetí gól do sítě Burnley byl jeho 36. ligovým gólem za rok 2017.
Do konce roku Shearera překonal, neboť 26. prosince vstřelil hattrick Southamptonu při výhře 5:2.
V lednu se dvakrát prosadil proti Evertonu při výhře 4:0 a překonal dřívějšího útočníka klubu Teddyho Sheringhama v počtu gólů v Premier League v dresu Tottenhamu.
V únoru dosáhl stovky gólů v Premier League, když se z penalty prosadil proti Liverpoolu a v závěru tak vyrovnal na 2:2. Jediným fotbalistou s méně zápasy na první stovku gólů v Premier League od jejího založení byl opět útočník Alan Shearer (Kane potřeboval 141 zápasů, Shearer 124).
V dubnu byl počtvrté za sebou v řadě obsazen do nejlepšího týmu roku podle PFA, po jeho boku se v útoku objevila jména Sergia Agüera a Mohameda Salaha.
Dne 8. června 2018 bylo oznámeno prodloužení smlouvy, Kane se klubu nově upsal do roku 2024.

#### Sezóna 2018/19
V polovině srpna 2018 se jednou gólově prosadil proti Fulhamu při domácí výhře 3:1 ve druhém kole a zlomil své „prokletí“, kdy do té doby v lize v srpnu neskóroval. Na konci srpna se gólem podílel na venkovním tříbodovém zisku na půdě Manchesteru United, kde Spurs zvítězili 3:0 nad domácími.
V utkání 7. kola hraného 29. září na půdě Huddersfieldu dvěma góly rozhodl o výhře 2:0, přičemž druhý gól dal proměněním pokutového kopu.
Dne 2. ledna 2019 vstřelil první gól utkání proti Cardiffu (3:0) a stal se prvním hráčem Premier League, který dal gól každému prvoligovému týmu (celkem 28), kterému čelil.
Mezi lednem a únorem byl Kane zraněn, po zotavení se okamžitě vrátil na hřiště a proti Burnley vstřelil gól, ten ale venkovní prohru 1:2 neodvrátil.
Odehrál odvetu osmifinále Ligy mistrů na stadionu Borussie Dortmund 3. března 2019 a jediným gólem utkání stvrdil postup do čtvrtfinále, Tottenham již předtím doma zvítězil 3:0. Tato trefa z něj učinila nejlepšího střelce Tottenhamu v evropských pohárech se 24 góly. Ve čtvrtfinále proti Manchesteru City se sice týmu trenéra Mauricia Pochettina podařilo prorazit mezi poslední čtyři celky, Kane se však opět zranil a jeho kotník ohrozil závěr sezóny v lize, Lize mistrů a též Ligu národů UEFA konanou v červnu.
Nakonec přece zasáhl do celoanglického finále Ligy mistrů mezi Tottenhamem a Liverpoolem, on ani jeho spoluhráči ale na soupeře nestačili a prohráli 0:2. Jeho start byl s ohledem na předešlé zranění předmětem mnoho debat nejen v mediálním prostoru.

#### Sezóna 2019/20
Sezónu 2019/20 zahájil jeho tým na novém vlastním stadionu a Kane se dvěma góly ve druhém poločase přičinil o tři body po výhře 3:1 proti Aston Ville.
Porážku 0:1 na Southamptonu 1. ledna 2020 doprovázelo Kaneovo zranění tzv. hamstringů,
na jaře vypuknuvší pandemie covidu-19 ale zbrzdila závěr sezóny a Kane tak závěrečné boje o evropské poháry stihl. V utkání proti West Hamu 24. června zaznamenal druhý gól Tottenhamu, jenž Kladiváře porazil 2:0. Kane ve svém 200. utkání v Premier League vstřelil 137. gól.

#### Sezóna 2020/21
Jeho první ligový gól v sezóně 2020/21 padl v druhém ligovém utkání. Spurs vyhrál nad Southamptonem 5:2. V tomto zápase také čtyřikrát asistoval spoluhráči Hung-minu Sonovi při všech čtyřech gólech. Je to poprvé v historii Premier League, když hráč poskytl stejnému spoluhráči v zápase čtyři asistence a Kane se stal pouze šestým hráčem v historii Premier League, který asistoval při čtyřech gólech v jednom zápase.
Kane dosáhl hattrick proti Maccabi Haifa v 1. kole play-off Evropské ligy 1. října a zajistil si tak kvalifikaci do skupinové fáze. 4. října vstřelil gól při výhře hostí 6:1 proti Manchesteru United, což je největší výhra Tottenhamu na Old Trafford a jejich nejlepší výsledek proti United od domácího vítězství v roce 1932. V listopadu vstřelil Kane první gól zápasu Evropské ligy mezi domácím Ludogorcem Razgrad a hostujícím Tottenhamem, ten nakonec vyhrál 3:1. Kane touto trefou dosáhl 200. gólu v klubu, a to v jeho 300. zápasu za Spurs.
Kane skóroval při vítězství Tottenhamu 2:0 nad Arsenalem a stal se tak s 11 brankami rekordním střelcem v historii North London Derby. 2. ledna 2021 proměnil Kane penaltu kterou otevřel skóre a později i asistoval při domácím vítězství Tottenhamu nad Leeds United 3:0. 13. ledna vstřelil úvodní gól ligového utkání proti Fulhamu, který skončil remízou 1:1. Skóroval i 17. ledna při výhře Spurs 1:3 na stadionu Venue Bramall Lane v Sheffieldu. Přes pochyby ohledně jeho fyzické připravenosti nastoupil ve finále ligového poháru EFL v základní sestavě. Jeho Tottenham 25. dubna podlehl ve Wembley 0:1 Manchesteru City.
Úvodním gólem do sítě Leicesteru pomohl 23. května vyhrát 4:2. Tento v pořadí 23. gól Kaneovi potřetí v kariéře zaručil Zlatou kopačku pro nejlepšího střelce Premier League, kterou před ním tři a vícekrát vybojovali jen Alan Shearer (třikrát) a Thierry Henry (čtyřikrát). Rovněž vévodil listině nejlepších nahrávačů se 14 asistencemi a za to pro změnu obdržel cenu pro nejlepšího plejmejkra v lize. Stal se prvním fotbalistou, který obě ocenění obdržel v jedné sezóně a poprvé od roku 1999 se přihodilo, aby se nejlepším střelcem a nahrávačem stal tentýž hráč. Kane se tak popáté objevil i v nejlepší ligové jedenáctce podle PFA.

#### Sezóna 2021/22
Ve dresu londýnského týmu si Kane opět nesáhl na trofej, což jej v létě roku 2021 přimělo požádat o odchod, o který požádal již předešlé léto, kdy se ovšem s předsedou Danielem Levym dohodl na pokračování pro jeden další rok. Jelikož jeho smlouva trvala do roku 2024, spoléhal se na Levyho slovo, s nímž měl „džentlmenskou dohodu“. Kane se pokusil přestup vynutit také tím, že nedorazil na první trénink před sezónou 2021/22, ale ani to a ani zájem Manchesteru City předsedu Levyho neobměkčil a Kane v klubu zůstal. Právě proti City nastoupilo mužstvo Tottenhamu v úvodním zápase ligy a vyhrálo 1:0, avšak Kane absentoval a neobjevil se ani v dalším kvalifikačním zápase Evropské konferenční ligy s Paços de Ferreira.

#### Sezóna 2022/23
Kaneův první gól ligové sezóny padl dne 14. srpna 2022 ve druhém kole při remíze 2:2 s Chelsea a v nastaveném čase. Tímto srovnal rekord Sergia Agüera v počtu gólů (184) v rámci Premier League a o šest dní později Argentince 185. gólem předstihl. Rekord stanovující gól Tottenhamu přiřkl výhru 1:0 nad Wolverhamptonem. Dne 5. února 2023 svým gólem zařídil výhru 1:0 nad Manchesterem City, čímž překonal počin 266 gólů Jimmyho Greavese, dosavadního nejproduktivnějšího střelce v klubové historii. Navzdory jeho dvěma gólům při výhře 4:1 nad Leedsem v závěrečném 38. kole na konci května zakončil klub sezónu na osmém místě v ligové tabulce a v nadcházející sezóně se ho evropské poháry netýkaly. Kane vstřelil 30 ligových gólů podruhé v kariéře a stal se tak po Sheararovi druhým hráčem Premier League, který třiceti gólů dosáhl ve více než jedné sezóně (Shearar toho dosáhl třikrát). Tento počin mu však vystačil na druhé místo mezi střelci, nejlepším se stal s rekordními 36 góly Erling Haaland.

### Bayern Mnichov
Dne 12. srpna 2023 Kane opustil Tottenham Hotspur po 14 letech a přestoupil do německého klubu Bayern Mnichov, kde podepsal smlouvu na 4 roky.
Po sezóně 2023/24 obdržel ocenění Torjägerkanone pro nejlepšího střelce Bundesligy, když za 32 utkání vstřelil 36 gólů. Bylo to poprvé, co tuto cenu získal Angličan.
V předposledním kole 10. května 2025 vstřelil první gól při domácím vítězství 2:0 nad Borussií Mönchengladbach. Tímto se stal prvním fotbalistou v německé lize, který v prvních dvou sezónách překonal hranici 25 gólů.

## Reprezentační kariéra
Kane reprezentoval Anglii v mládežnických výběrech od kategorie U17.
Zúčastnil se Mistrovství světa hráčů do 20 let 2013 v Turecku, kde mladí Angličané skončili se dvěma získanými body na posledním čtvrtém místě základní skupiny E.
V A-mužstvu Anglie debutoval 27. března 2015 pod trenérem Roy Hodgsonem v kvalifikačním zápase proti Litvě. Na výhře se podílel jednou brankou, v 73. minutě uzavíral skóre na konečných 4:0.

Pod vedením trenéra Roye Hodgsona se zúčastnil EURA 2016 ve Francii, kam se Anglie suverénně probojovala bez ztráty bodu z kvalifikační skupiny E.

### Mistrovství světa 2018

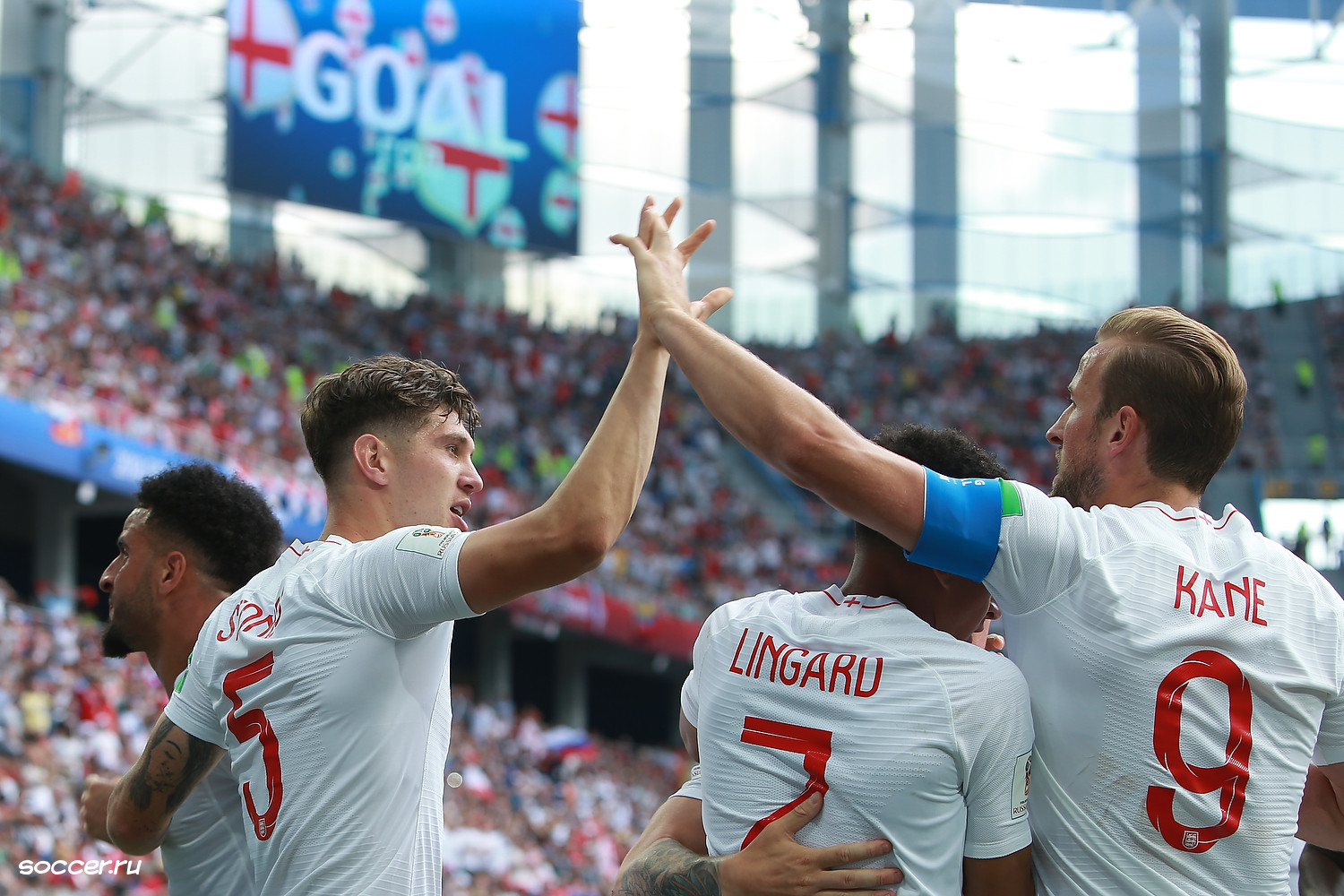
Harry Kane (vpravo) při oslavě gólu do sítě Panamy na MS 2018

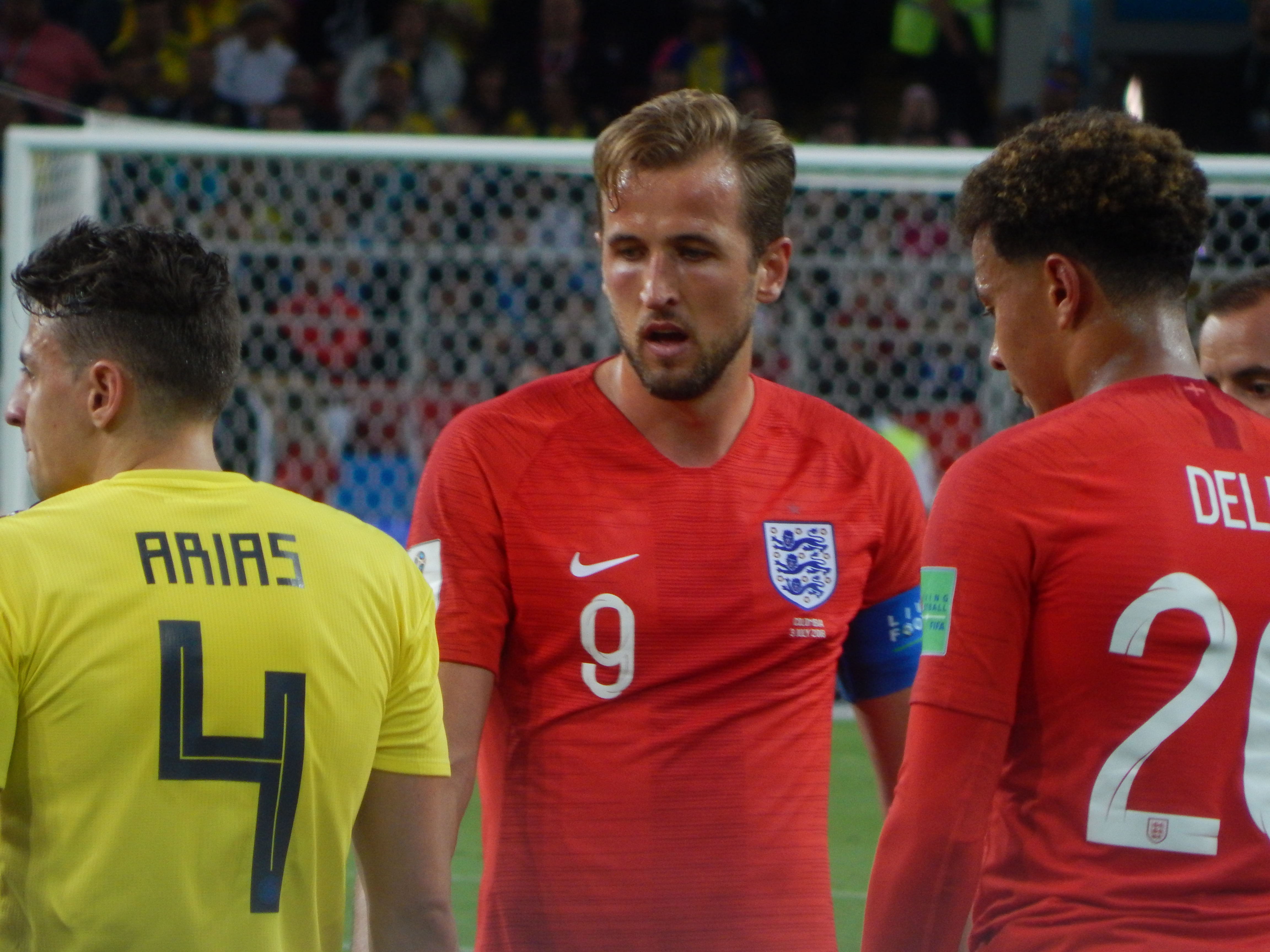
Harry Kane v zápase proti Kolumbii dne 3. července

V průběhu května roku 2018 byl nominován do finální sestavy pro Mistrovství světa v Rusku. Trenér Gareth Southgate jej zvolil kapitánem mužstva.
Byl to právě Kane, kdo oběma góly rozhodl úvodní zápas 18. června proti Tunisku. Druhý gól padl v nastaveném čase a Anglie tak vyhrála 2:1.
Ve druhém zápase 24. června si Anglie dokráčela pro její nejvyšší výhru na světovém mistrovství, když porazila Panamu 6:1. Kane během střetu zacílil do branky soupeře přesně třikrát. Stal se třetím Angličanem s hattrickem na světovém turnaji, čímž navázal na Sira Geoffa Hursta (1966) a Garyho Linekera (1986). Anglie se posléze setkala s rovněž jistě postupujícími Belgičany o první místo ve skupině a prohrála 0:1, Kane ale do zápasu nezasáhl.
Úspěšným zahráním penalty otevřel skóre osmifinále s Kolumbií, zápas však dospěl po brance soupeřova obránce Yerryho Miny do prodloužení, ve kterém se týmy gólově neprosadily. Anglie poprvé na světovém šampionátu zvládla penaltový rozstřel (4:3) a poprvé od roku 2006 dosáhla čtvrtfinále.
Ačkoli se proti Švédsku ani v dalších zápasech střelecky neprosadil, jeho spoluhráči tentokráte ano a po výhře 2:0 postoupila Anglie do semifinále, kde byla vyřazena Chorvatskem po výsledku 1:2 po prodloužení. V souboji o bronz Anglie opět nestačila (0:2) na Belgičany a zůstala čtvrtá. Kane si odnesl Zlatou kopačku pro nejlepšího střelce turnaje se šesti góly.

### Mistrovství světa 2022
Představil se na Mistrovství světa 2022, které v listopadu a prosinci toho roku pořádal Katar. Proti Íránu dne 21. listopadu se na hrotu útoku gólově neprosadil, ačkoli výhře 6:2 nad papírově slabším soupeřem byl nápomocen prostřednictvím dvou asistencí. Na rozdíl od prvního utkání odehrál o čtyři dny později druhé skupinové klání proti Spojeným státům celé. Během bezgólového střetu zaznamenal největší příležitost Albionu, jeho hlavička ovšem mířila vedle. Kapitán Albionu nevstřelil gól ani dne 29. listopadu Walesu, asistoval však druhému Fodenově gólu. Kouč Southgate jej vystřídal po necelé hodině hry, kdy se už rýsoval osmifinálový postup.
Proti Senegalu 4. prosince zvyšoval v nastaveném čase před poločasovou přestávkou vedení na 2:0. Konečný výsledek 3:0 stanovil Bukayo Saka, ale byl to Kane, kdo si odnesl ocenění FIFA pro nejlepšího fotbalistu utkání. Čtvrtfinálovým soupeřem 10. prosince byla obhajující Francie, jež vedla nad Anglií už po 20 minutách. Odpískaný faul na Saku vyústil v 54. minutě v Kaneovu proměněnou penaltu a bylo vyrovnáno. Francie se dostala do vedení 2:1, rozhodčí však Anglii udělil další penaltu po 80. minutě. Při druhé penaltě již Kane selhal a branku svého klubového spoluhráče Huga Llorise přestřelil. Skóre se již neměnilo a Anglie byla vyřazena ve čtvrtfinále. Gólem proti Francii dorovnal Kane rekord 53 gólů Waynea Rooneyho, do té doby nejlepšího střelce anglické reprezentace.

## Úspěchy
Klubové
Tottenham Hotspur
- 2× finalista anglického ligového poháru (EFL Cup) – 2014/15,[13] 2020/21[68]
- 1× finalista Ligy mistrů UEFA – 2018/19

Bayern Mnichov
- 1× vítěz Bundesligy

Reprezentační
- 2. místo na turnaji Mistrovství Evropy – 2020 , 2024
- 3. místo na turnaji Liga národů UEFA – 2018/19

Individuální
- 1× Zlatá kopačka (2023/24)

- 2× Anglický fotbalista roku – 2017,[98] 2018[99]
- 1× nejlepší mladý fotbalista anglické Premier League podle PFA – 2014/15[14]
- 3× nejlepší střelec anglické Premier League – 2015/16, 2016/17,[37] 2020/21[100]
- 5× Tým roku Premier League podle PFA – 2014/15,[101] 2015/16,[102] 2016/17,[103] 2017/18,[104] 2020/21[71]
- 6× Hráč měsíce Premier League – leden 2015, únor 2015, březen 2016, únor 2017, září 2017, prosinec 2017[100]
- 1× Playmaker sezóny Premier League – 2020/21[100]
- 1× Nejlepší tým dekády Premier League podle fanoušků na BBC Sport – 2010–2020[105]
- 2× nejlepší střelec německé Bundesligy – 2023/24,[81] 2024/25
- 1× Zlatá kopačka pro nejlepšího střelce mistrovství světa – 2018
- 1× nejlepší střelec kvalifikace na Mistrovství Evropy 2020 (12 gólů)[97]
- 1× nejlepší střelec Ligy mistrů UEFA (2023/24)
- Sestava sezóny Ligy mistrů UEFA - 2023/24